# Таусон, Владимир Львович
Владимир Львович Таусон (род. 19 января 1950, Москва) — советский и российский минералог и геохимик, доктор химических наук. Лауреат премии Правительства РФ в области науки и техники (1995), Заслуженный деятель науки Российской Федерации.

## Биография
Родился 19 января 1950 года в городе Москве, в семье геохимика Л. В. Таусона.
В 1972 году окончил химический факультет Иркутского государственного университета.
В 1978 году защитил кандидатскую диссертацию по теме «Исследование особенностей структурных превращений и изоморфизма в сульфиде цинка».
В 1990 году защитил докторскую по теме «Физическая геохимия минеральных систем со структурно-несовершенными кристаллами фаз (на примере сульфидных систем)».
C 1992 года — заведующий лабораторией экспериментальной геохимии Института геохимии имени А. П. Виноградова Сибирского отделения РАН в городе Иркутск.
Научные интересы — экспериментальная минералогия, геохимия твердого тела.

## Награды, премии и звания
- Медаль ордена «За заслуги перед Отечеством» II степени (8 ноября 2023 года) — за вклад в развитие науки и многолетнюю добросовестную работу[3]
- Заслуженный деятель науки Российской Федерации
- Почётная грамота Президента Российской Федерации (29 октября 2018 года) — за заслуги в развитии науки и многолетнюю плодотворную деятельность[4]
- Премия Правительства РФ в области науки и техники (в составе коллектива авторов) — за разработку теоретических аспектов и технологии выплавки кремния (1995 год)
- Премия имени А. П. Виноградова — за серию работ «Экспериментальные и теоретические исследования гетерогенных равновесий и поведения микроэлементов в геохимических системах с реальными кристаллами фаз» (2002 год)[5]
- Медаль Президиума и Совета РМО (2010 год)

## Членство в организациях
1988 — Российское минералогическое общество. Член комиссий по кристаллохимии, рентгенографии и спектроскопии минералов по экспериментальной минералогии.